# 部分格
部分格(缩写ptv、prtv、part)是一种格，标记“部分性”“无结果”或“无特别特征”。也用在从较大集合中选出来的小集合的语境下。

## 芬兰语支
芬兰语和爱沙尼亚语等芬兰语支语言中，这个格用以表达未知的特征和非结果性动作。例如下列语境，部分格后缀为-a或-ta：
- 数词后以单数出现：“kolme taloa”→“三所房子”(比较两个都用的复数，如sadat kirjat“数百本书”、作为非结果性宾语的sata kirjaa“一百本书”。)
- 非结点性动作(可能未完成)和持续动作：“luen kirjaa”→“我在读书”
  - 比较宾格结点动作：“luen kirjan”→“我会读（完这本）书”

- 与非结点性动词，特别是那些暗示情感的动词：“rakastan tätä taloa”→“我爱这些房子”
- 尝试性询问：“saanko lainata kirjaa？”→“我能借这书吗？”
- 不可数名词：“lasissa on maitoa”→“玻璃杯里有（些）牛奶”
- 组成：“pala juustoa”→“一片奶酪”
- “一些”或“任何”：“onko teillä kirjoja？”→“你有书吗？”
  - 与主格比较：“onko teillä kirjat？”→“你有那（特指）书吗？”
- 负面状态：“talossa ei ole kirjaa”→“房子里没有书”
- 比较

-、** Without "kuin" (“比...”)：“saamista parempaa on antaminen”→“比接受更好的是给予”
- - 谚语“antaminen on parempaa kuin saaminen”“给予优于接受”中获得部分格的只有比较级副词。

Where not mentioned, 宾格不是语法。例如，部分格一定会用在数词单数后。
作为意为部分性的非结果性例子，“ammuin karhun”(宾格)意为“我把熊射（死）”，而ammuin karhua(部分格)意为“我向熊射击”，并未限定熊的状态。注意芬兰语没有自源的未来时，所以部分性会提供重要的现在指示作为将来的对照。因此luen kirjaa“我在读（那）书”，而luen kirjan“我会读（那）书”。“luen”可以意为“我读”，至于是现在进行还是将来则取决于后词的格形式。部分格形式kirjaa因为动词是现在时，暗示未完成动作。宾格形式kirjan因为动词的过去时，暗示已完成动作，但用现在时动词时暗示计划将来的动作。因此luen kirjan“我会读那书”。

部分格带有不明确特征，如onko teillä kirjoja，应用部分格是因为它指未指定的书，与主格形式onko teillä (ne) kirjat？形成对照，意为“你有（那些）书吗？”。
部分格来自古代离格。这个含义保存在kotoa(从这里)、takaa(从后面)等表达中，意为“从...”。
西芬兰方言性现象是结尾的-a被后继元音同化，形成部分格标记的时位。例如，suurii→suuria“一些大—”。
爱沙尼亚语中的系统大致相似。在爱沙尼亚语传统语法中不用“宾格”，如芬兰语一样，整个宾语形式是属格单数，部分格则是复数。
许多爱沙尼亚语单词中，全和部分宾格之间的区别只在于元音或辅音数量(长与极长)，除塞音外都不会在书面上体现。因此全和部分宾格间的区别口语中更明显。例如，“Linn ehitab kooli”“这座城市会建学校”的kooli“学校（属格）”有长元音“o”，而“这座城市在建一所学校”则是超长的“o”(部分格)。
爱沙尼亚语中许多动词表示已完成动作时必须添加一个副词-例如，ma söön leiba“我在吃面包”，比较ma söön leiva ära“我会吃掉（整个）面包”。因为爱沙尼亚语和芬兰语一样，存在属格和部分格单数在拼写上都完全相同的词，这可以帮助消去歧义-如ma söön kala“我在吃鱼”，比较ma söön kala ära“我会吃（完）鱼”。

## 萨米语
萨米语支中伊纳里萨米语和斯科尔特萨米语仍有部分格，尽管正逐渐变得不能产、功能被其他格替代。

### 斯科尔特萨米语
部分性只用在单数且可以被属格代替。以后缀-d表示。
1. 在大于6的数词后出现：
- kääu´c čâustõkkâd：8个套索

这可以被kää´uc čâustõõǥǥ代替。
2. 可以与特定的后置介词使用：
- kuä´tted vuâstta: 与kota相对

可以说成kuä´đ vuâstta。
3. 可与比较级共用以表示被比较的对象：
- Kå´lled pue´rab：比金子更好

这在今天更可能被pue´rab ko kå´ll替代。

## 俄语
俄语一般以属格表达部分性。但有些俄语不可数名词发展出一种独特的部分格，也被称为“第二属格”。部分性源自古东斯拉夫语以*-ŏ和*-ŭ结尾的词干名词的变格的合流，残留的古*-ŭ词干属格后缀可用于特定用途。现代俄语中，部分格的使用可被替代。一些情景下部分格和属格可以几乎同义：чашка чаю cháshka cháyu(部分格)和чашка чая cháshka cháya(属格)都是“一杯茶”；много дыму mnógo dýmu(部分格)和много дыма mnógo dýma(属格)“许多烟”。部分格的变体与动词一致：выпить чаю、výpit' cháyu“喝茶”。属格变体在物质名词被形容词修饰时更常用：чашка горячего чая cháshka goryáchevo cháya“一杯热茶”。:29

## 阅读更多
- Karlsson, Fred. . London and New York: Routledge. 2018. ISBN 978-1-138-82104-0.
- Anhava, Jaakko. . journal.fi. Helsinki: Finnish Scholarly Journals Online. 2015.